# Головкин, Иван Николаевич
Ива́н Никола́евич Голо́вкин (укр. Іван Миколайович Головкін; род. 24 мая 2000, Донецк) — украинский футболист, полузащитник луганской «Зари».

## Биография
Воспитанник донецкого «Шахтёр (Донецк)». Взрослую футбольную карьеру начал в 2017 году в херсонском «Кристалле», который выступал в любительском чемпионате Украины (9 матчей, 1 гол) и чемпионате Херсонской области (8 матчей, 1 гол). Кроме этого, провёл 4 поединка (1 гол) в любительском кубке Украины. Во время зимнего перерыва сезона 2017/18 годов перешёл в «Мариуполь». Выступал преимущественно за юношескую команду приазовцев, ещё 4 поединка отыграл за молодёжную команду клуба. 27 июля 2018 года попал в заявку проигранного (0:1) выездного поединка 29-го тура Премьер-лиги против донецкого «Шахтёра». Однако Иван просидел весь матч на скамейке запасных. В сентябре 2019 года перебрался в «Волынь». В футболке первой команды «лучан» дебютировал 25 сентября 2019 года в проигранном (0:1) выездном поединке 1/16 финала кубка Украины против «Миная». Головкин вышел на поле в стартовом составе, а на 46-й минуте его заменил Станислав Кристин. Этот матч оказался единственным для Ивана Головкина в футболке волынян, поскольку в Первой лиге он не сыграл за команду ни одного матча.
В марте 2020 года усилил «Кристалл». В футболке херсонского клуба дебютировал 5 сентября 2020 в проигранном (1:2) домашнем поединке 1-го тура Первой лиги Украины против «Николаева». Иван вышел на поле на 73-й минуте, заменив Андрея Барладима. Дебютным голом в профессиональном футболе отличился 31 октября 2020 на 78-й минуте проигранного (2:3) домашнего поединка 10-го тура Первой лиги Украины против ровенского «Вереса». Головкин вышел на поле на 67-й минуте, заменив Сергея Цыбульского. В конце декабря 2020 года покинул расположение клуба, но в конце февраля 2021 года вернулся в команду. Всего в сезоне 2020/21 годов сыграл 25 матчей в Первой лиге, в которых отличился 1 голом, ещё 1 поединок провёл в кубке Украины.
В конце июня 2021 года стал игроком «Ингульца». В футболке петровского клуба дебютировал 24 июля 2021 в проигранном (1:2) выездном поединке 1-го тура Премьер-лиги против донецкого «Шахтёра». Иван вышел на поле на 73-й минуте, заменив Владислава Шарая.